# Etonogestrel
L'etonogestrel è un farmaco progestinico (agonista progestinico di terza generazione) utilizzato in alcuni contraccettivi ormonali, sia da solo sia in combinazione con estrogeni nelle cosiddette terapie ormonali combinate.

## Farmacocinetica
Benché possa essere assunto per via orale, l'etonogestrel, in Italia, è presente da solo in alcuni impianti contraccettivi ormonali sottocutanei e in combinazione con l'etinilestradiolo negli anelli vaginali. In virtù della propria lipofilia, l'etonogestrel si diffonde rapidamente e costantemente nei tessuti sottocutanei e attraversa la mucosa vaginale. L'etonogestrel è il metabolita attivo del pro-farmaco desogestrel, attivato tramite metabolizzazione epatica.

## Farmacodinamica
L'etonogestrel è un derivato del nortestosterone e metabolita attivo del desogestrel, si lega con elevata affinità con i recettori del progesterone negli organi bersaglio.
L'etonogestrel è usato anche in combinazione con l'etinilestradiolo un estrogeno ampiamente utilizzato nei prodotti contraccettivi.. Mimando l'azione fisiologica del progesterone, inibisce il picco pre-ovulatorio dell'LH, impedendo l'ovulazione e ostacolando il fisiologico trofismo endometriale. Differentemente dai progestinici di 2ª generazione come il levonorgestrel, non possiede attività androgenizzante e presenta dunque minori se non nulli effetti virilizzanti (come acne ed irsutismo) e una minore incidenza di effetti avversi quali emicrania, tensione mammaria e aumento di peso.

## Effetti avversi
Condivide gli effetti avversi del desogestrel.